# Anglona (Tursi)
Anglona (Anglonum in latino, Agnòne in dialetto tursitano) fu un'antica città di epoca romana. Dal 1369 divenne una borgata del comune di Tursi in provincia di Matera.
Sul colle è presente l'antico Santuario di Santa Maria Regina di Anglona monumento nazionale dal 1931 ed elevato a basilica minore da papa Giovanni Paolo II, a ricordo del Sinodo dei vescovi, il 17 maggio 1999.

## Storia

### Pandosia
Pandosia era una città della Magna Grecia che, grazie alla favorevole posizione geografica, oltre a dominare le valli dei fiumi Agri e Sinni, la piana della Conca d'Oro e tutta la campagna sottostante,  era anche al centro di numerosi traffici. Dalla cima del colle si può inoltre ammirare il panorama circostante che va dal mar Ionio fino al golfo di Taranto e tutti i paesi della costa e quelli limitrofi fino alle vette del Parco nazionale del Pollino. L'antica via Herculea, che dalla città di Heraclea risaliva per più di 60 km la valle dell'Agri fino alla città romana di Grumentum, consentiva rapidi spostamenti.
La città sarebbe stata distrutta nelle guerre sociali da Lucio Cornelio Silla attorno all'81 a.C.

### La caduta di Pandosia e la nascita di Anglona
Sulle rovine di Pandosia, poco prima dell'era cristiana, nacque la città di Anglona il cui nome deriva da agno, diminutivo di agnone, che significa, corso d'acqua, rifacendosi alla grande ansa che l'alveo del fiume Sinni forma ai piedi della collina.
Fu terra di confine dell'Alto Medioevo, quando la chiesa latina e quella bizantina si combattevano tra loro e, nello stesso tempo, dovevano difendersi dalle scorrerie saracene, solo il Santuario di Santa Maria Regina di Anglona è rimasto del primo nucleo che ha abitato la città di Anglona. Nella parte nord-est del colle sono presenti alcune rovine della città e tra esse si notano le tracce del castello baronale di Anglona distrutto nella metà del XIV secolo.
Il primo documento che menziona il nome Anglona risale al 747 nel quale si legge: locus qui dicitur Anglonum.
Nel 410 si verificò una prima distruzione del centro abitato ad opera dei Visigoti di Alarico I. Nel IX secolo venne invasa dai Saraceni che furono responsabili dell'abbandono della città. Verso la fine del IX secolo, con la riconquista dei Bizantini, la popolazione si accentrò sempre più a Tursi, mentre Anglona andava spopolandosi.
Nell'XI secolo con l'avvento dei Normanni prima, e con gli Svevi poi, Anglona sembrò svegliarsi dal suo torpore, tanto che Federico II di Svevia, con Diploma del 21 aprile 1221, confermava al Vescovo le concessioni dei suoi predecessori e gli assegnava in perpetuo il casale di Anglona.

### Rapporti con Tursi

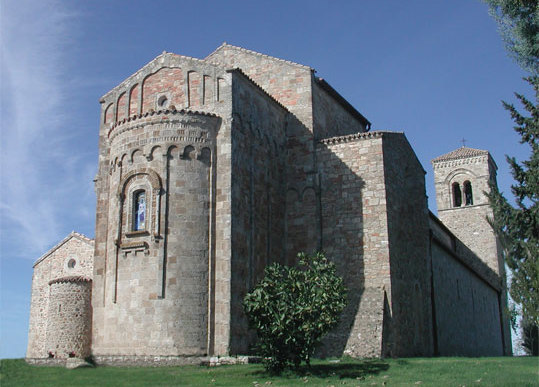
Santuario Maria SS. di Anglona

Nel 1277 Anglona contava soltanto 270 abitanti, mentre a Tursi se ne registravano 1500, Anglona decadde sempre più fino a ridursi ad un borgo o casale, per finire del tutto nel 1369 quando subì un catastrofico incendio che la fece spopolare, come si evince da una lettera datata 30 luglio 1369 della regina Giovanna I di Napoli con la quale ordinava al vescovo Filippo di riedificarla.
Alcune fonti farebbero risalire la colpa della distruzione di Anglona ai tursitani, precisando però che la distruzione della città non fu opera del popolo, ma dei pochi nobili, che erano stanchi di vedere il vescovado e il suo clero proprietari di vasti e ricchi terreni, quando la popolazione di Tursi era ristretta in poche ed incoltivabili terre.
Si sostiene che la città di Anglona divenne sede di cattedra vescovile di rito latino prima della città di Tursi. Secondo alcune fonti e la tradizione locale, si attribuisce l'istituzione del vescovado a San Pietro o a San Marco.

## Monumenti
Il santuario di Santa Maria Regina di Anglona è un antico santuario mariano, che si trova su un colle a 263 m s.l.m., tra i fiumi Agri e Sinni, a metà strada tra Tursi e Policoro. Nel 1976 divenne sede titolare della diocesi di Tursi-Lagonegro. Dal 1931 è monumento nazionale. Il 17 maggio 1999 il santuario è stato elevato a basilica minore da papa Giovanni Paolo II, a ricordo del sinodo dei vescovi.